# Takanashi Masayori
Takanashi Masayori est un nom japonais traditionnel ; le nom de famille (ou le nom d'école), Takanashi, précède donc le prénom (ou le nom d'artiste).
Takanashi Masayori (高梨政頼, 1508-1581) est un vassal du clan Uesugi à la fin de l'époque Sengoku du Japon féodal. Masayori est le fils ainé du seigneur de guerre Takanashi Sumiyori de Shinano et soutient l'intention de son père de restaurer leurs terres après que Takeda Shingen les revendique comme siennes. Comme Masayori devient un obligé du puissant Uesugi Kenshin dans la perspective de la réalisation de cet objectif, il combat sous la bannière de ce dernier tout au long de la troisième et de la quatrième bataille de Kawanakajima. En considération de son service auprès de Masayori, il devient connu comme l'un des « vingt-huit généraux » de Kenshin. Malgré cela, Masayori ne soutient pas son seigneur à la suite de Kawanakajima en 1561 mais choisit les Ogasawara comme nouveaux maîtres.

## Source de la traduction
- (en) Cet article est partiellement ou en totalité issu de l’article de Wikipédia en anglais intitulé « Takanashi Masayori » (voir la liste des auteurs).